# The Acropolis
The Acropolis ist ein Berg im Zentrum des australischen Bundesstaates Tasmanien.
Er liegt in der Du Cane Range am Ostrand des Cradle-Mountain-Lake-St.-Clair-Nationalparks und steht in der Reihe der höchsten Berge Tasmaniens an 14. Stelle.
Der Berg ist eine wichtige Sehenswürdigkeit im Nationalpark und beliebt bei Wanderern und Bergsteigern.